# PictBridge
PictBridge — технология, позволяющая обеспечить печать изображений с цифровой камеры, напрямую связанной с принтером по USB. Индустриальный стандарт CIPA DC-001-2003, получивший коммерческое наименование PictBridge, был разработан совместными усилиями Canon, FujiFilm, Hewlett-Packard, Olympus, Epson и Sony. Окончательная редакция первой версии спецификации PictBridge была принята 3 февраля 2003 года решением CIPA (Camera & Imaging Products Association).

## PictBridge с точки зрения пользователя
С точки зрения пользователя, PictBridge - это меню в цифровой камере. Меню позволяет выбрать фотографии, указать для них различные настройки печати (например, формат, тип бумаги, установки качества) и вывести их на печать на присоединенном к камере принтере. При этом ряд камер позволяет использовать средства DPOF, то есть использовать для печати заранее подготовленную выборку с заранее указанными параметрами вывода изображений.

## Принцип PictBridge
Существующая реализация PictBridge использует стек протоколов, в котором:
- USB - транспортный уровень
- PTP (Picture Transfer Protocol, ISO 15740) - протокол передачи изображений
- Прикладной уровень. Спецификация PictBridge описывает именно этот уровень[2].

Такая реализация позволяет, в принципе, использовать любой транспорт, а не только USB. В данный момент принята именно USB-реализация PictBridge через PTP, но это не исключает появления в будущем какой-либо иной реализации. Поддержка PictBridge необходима как со стороны камеры, так и со стороны принтера.

## Версии
Актуальной версией стандарта является «Standard of Camera & Imaging Products Association CIPA DC-001 — 2003 Digital Solutions for Imaging Devices».

## Лицензирование
Стандарт не является полностью открытым, для получения его описания от CIPA необходимо подписание соглашения о неразглашении, что делает невозможным использование его в открытом программном обеспечении. Некоторую информацию о протоколе дает опубликованная White Paper.
Для официального использования логотипа продукт подлежит обязательной сертификации от CIPA на коммерческой основе.

## Иные пути решения задачи
Принтер может получить доступ к изображениям и данным DPOF, рассматривая цифровую камеру как USB флэш-накопитель. По этой причине PictBridge не является единственным и неизбежным способом получения изображений принтером непосредственно с камеры.